# Euproctis lutea
Euproctis lutea är en fjärilsart som beskrevs av Fabricius 1775. Euproctis lutea ingår i släktet Euproctis och familjen tofsspinnare. Inga underarter finns listade i Catalogue of Life.